# Annica Wennström

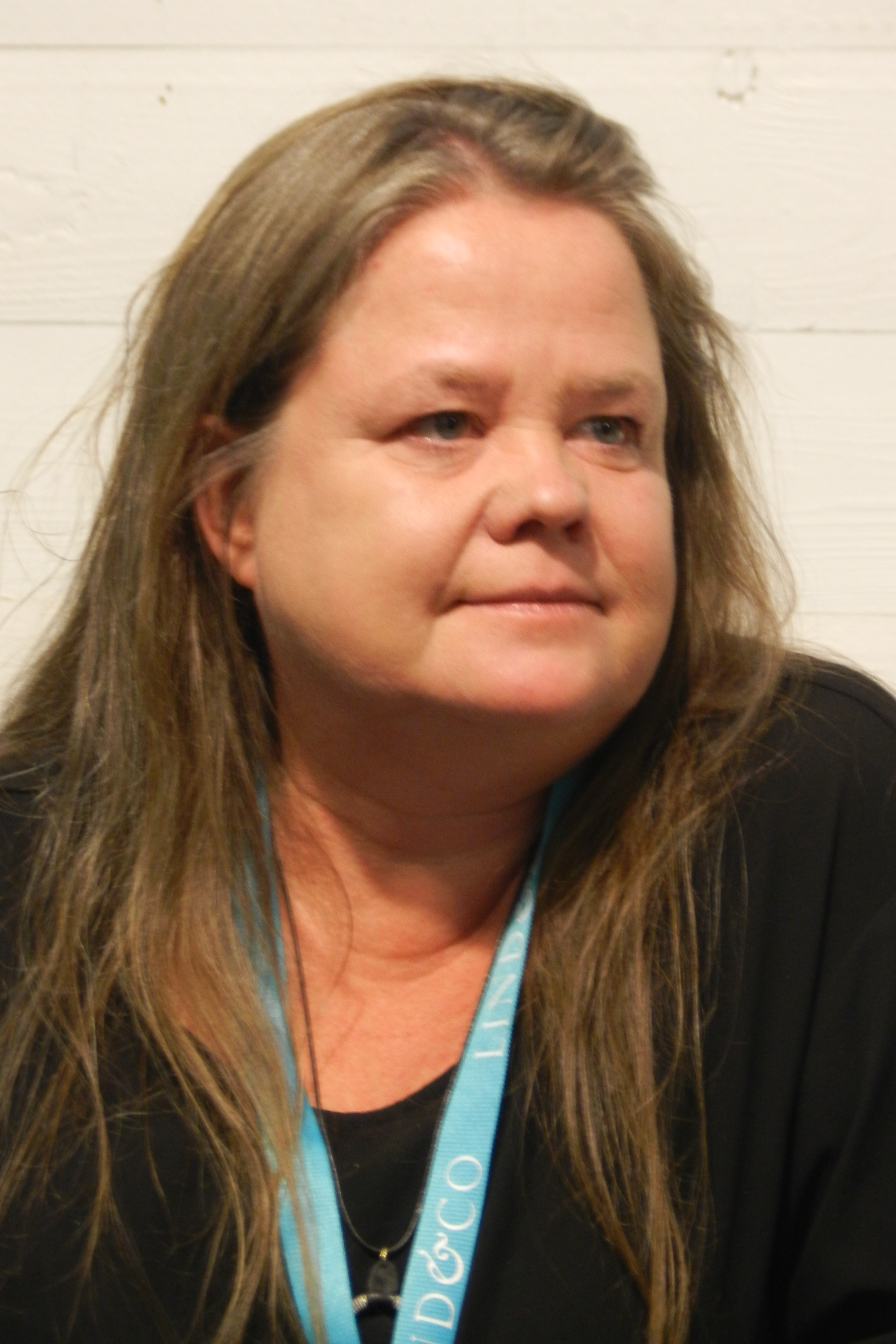
Annica Wennström (2019)

Annica Wennström (* 18. September 1966 in Örnsköldsvik; Pseudonym: Emma Vall) ist eine schwedische Schriftstellerin mit samischen Wurzeln.

## Leben und Wirken
Annica Wennström wuchs in Holmsund nahe der nordschwedischen Küstenstadt Umeå auf und zog nach kürzeren Aufenthalten 1999 dauerhaft nach Stockholm. Obwohl in ihrer Familie die samischen Wurzeln nicht hervorgehoben wurden, spielt die samische Identität für Wennström dennoch eine große Rolle. Auch in der Großstadt Stockholm fühlt sie sich durch ihre Art der Naturwahrnehmung mit der samischen Bevölkerung verbunden. Sie sagt von sich selber sie sei „Nomadin mit Wohnung in Solna und Sommerhaus im Stockholmer Schärenmeer“.
Ihr Debüt als Schriftstellerin war der Jugendkrimi Flickan i medaljongen (dt. Das Mädchen im Medaillon), erschienen 1998, den sie gemeinsam mit Maria Herngren und Eva Swedenmark unter dem Pseudonym Emma Vall veröffentlichte. In der Folge erschienen zwölf weitere Bücher des Trios im selben Genre. Seit dem Roman Lappeskatteland (2006, dt. etwa Lappengebiete) veröffentlichte Wennström als eigenständige Schriftstellerin. Der Roman basiert auf ihrer Familiengeschichte und handelt von einer Frau, die ihren Ursprung in alten samischen Dörfern sucht.

## Bibliographie (Auswahl)
- Lappeskatteland. 2006. (deutsch: Wenn der Schnee schmilzt. übers. von Angelika Kutsch. 2007)
- Svart kvark. Wahlström & Widstrand, Stockholm 2009, ISBN 978-91-46-21839-5.